# Bertie County
Bertie County ist ein County im Bundesstaat North Carolina der Vereinigten Staaten. Der Verwaltungssitz (County Seat) ist Windsor, das nach dem Haus Windsor benannt wurde.

## Geographie
Das County liegt im Nordosten von North Carolina, ist im Norden etwa 50 km von Virginia entfernt und hat eine Fläche von 1920 Quadratkilometern, wovon 109 Quadratkilometer Wasserfläche sind. Es grenzt im Uhrzeigersinn an folgende Countys: Hertford County, Chowan County, Washington County, Martin County, Halifax County und Northampton County.
Bertie County ist in neun Townships aufgeteilt: Colerain, Indian Woods, Merry Hill, Mitchells, Roxobel, Snake Bite, Whites, Windsor und Woodville.

## Geschichte
Zur Vorgeschichte von Bertie vgl. den Ausgang des Tuscarora-Kriegs.
Bertie County wurde am 2. August 1722 aus Teilen des Chowan County gebildet. Benannt wurde es nach den ehemaligen Lord Proprietors der Provinz Carolina, James und Henry Bertie.

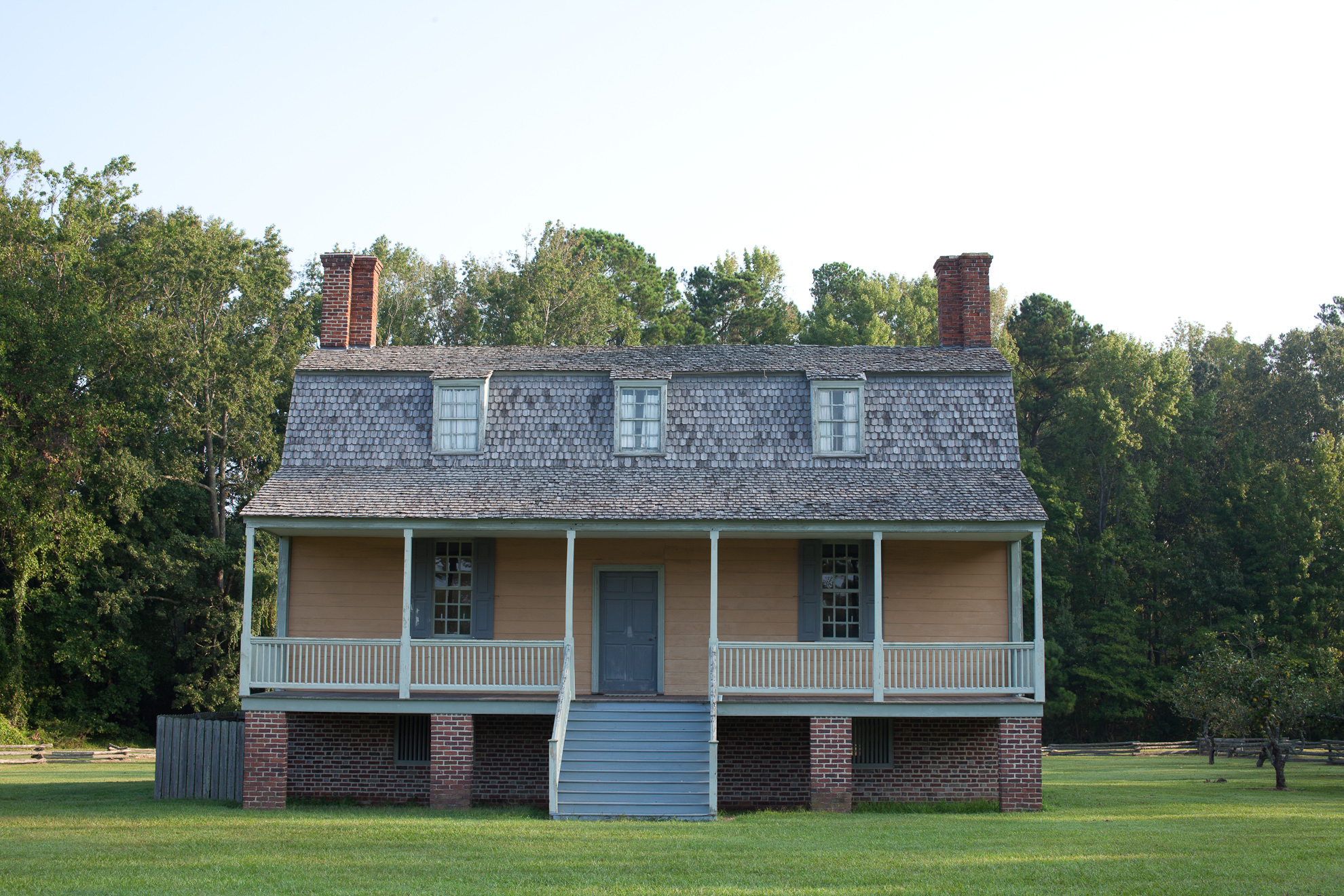
King House (2014) ist einer von 23 Einträgen des Countys im National Register of Historic Places.

23 Bauwerke und Stätten des Countys sind insgesamt im National Register of Historic Places eingetragen (Stand 23. Februar 2018).

## Demografische Daten
Nach der Volkszählung im Jahr 2000 lebten im Bertie County 19.773 Menschen in 7.743 Haushalten und 5.427 Familien. Die Bevölkerungsdichte betrug 11 Einwohner pro Quadratkilometer. Ethnisch betrachtet setzte sich die Bevölkerung zusammen aus 36,30 Prozent Weißen, 62,34 Prozent Afroamerikanern, 0,44 Prozent amerikanischen Ureinwohnern, 0,11 Prozent Asiaten, 0,01 Prozent Bewohnern aus dem pazifischen Inselraum und 0,33 Prozent aus anderen ethnischen Gruppen; 0,48 Prozent stammten von zwei oder mehr Ethnien ab. 0,99 Prozent der Bevölkerung waren spanischer oder lateinamerikanischer Abstammung.
Von den 7.743 Haushalten hatten 29,7 Prozent Kinder unter 18 Jahren, die bei ihnen lebten. 46,0 Prozent davon waren verheiratete, zusammenlebende Paare, 20,1 Prozent waren allein erziehende Mütter und 29,9 Prozent waren keine Familien. 27,0 Prozent waren Singlehaushalte und in 13,1 Prozent lebten Menschen mit 65 Jahren oder älter. Die Durchschnittshaushaltsgröße betrug 2,53 und die durchschnittliche Familiengröße war 3,07 Personen.
26,1 Prozent der Bevölkerung waren unter 18 Jahre alt. 7,7 Prozent zwischen 18 und 24 Jahre, 26,4 Prozent zwischen 25 und 44 Jahre, 23,8 Prozent zwischen 45 und 64, und 16,0 Prozent waren 65 Jahre alt oder Älter. Das Durchschnittsalter betrug 39 Jahre. Auf alle weibliche Personen kamen 87,6 männliche Personen. Auf alle Frauen im Alter von 18 Jahren oder darüber kamen 82,0 Männer.
Das jährliche Durchschnittseinkommen eines Haushalts betrug 25.177 $ und das jährliche Durchschnittseinkommen einer Familie betrug 30.186 $. Männer hatten ein durchschnittliches Einkommen von 26.866 $ gegenüber den Frauen mit 18.318 $. Das Prokopfeinkommen betrug 14.096 $. 23,5 Prozent der Bevölkerung und 19,3 Prozent der Familien lebten unterhalb der Armutsgrenze. 30,7 Prozent von ihnen sind Kinder und Jugendliche unter 18 Jahre und 28,3 Prozent sind 65 Jahre oder älter.